# Echoverleihung 1999
Der 8. Echo wurde am 5. März 1999 in Hamburg im Congress Center Hamburg vergeben. Die Kategorie Schlager wurde erneut unterteilt, aber dieses Jahr gab es keinen Sonderecho. Xavier Naidoo erhielt mit drei Auszeichnungen die meisten des Abends.
Die Veranstaltung wurde von der ARD ausgestrahlt. Durch die Show führte Kim Fisher.

## Nationaler Nachwuchsförderpreis des Jahres
Die 3. Generation

## Nationaler Newcomer des Jahres
Xavier Naidoo – Nicht von dieser Welt
- Bell, Book & Candle – Read My Sign
- Guano Apes – Proud Like a God
- Rosenstolz – Alles Gute
- Thomas D – Solo

## Internationaler Newcomer des Jahres
Eagle-Eye Cherry – Desireless
- Brandy – Never Say Never
- Natalie Imbruglia – Left of the Middle
- Nek – Lei, Gli Amici e tutto il resto
- Savage Garden – Savage Garden

## Musikvideo des Jahres national
Guano Apes – Lords of the Boards
- Die Ärzte – Männer sind Schweine
- Franka Potente und Thomas D – Wish
- Marius Müller-Westernhagen – Wieder hier
- Project Pitchfork – Steelrose

## Medienmann des Jahres
Jürgen von der Lippe

## Handelspartner des Jahres
Saturn Music aus Köln

## Marketingleistung des Jahres
Thomas Hofmann für Xavier Naidoo

## Produzent des Jahres
Moses Pelham und Martin Haas für Xavier Naidoo

## Erfolgreichster nationaler Künstler im Ausland
Rammstein

## Comedy Produktion des Jahres
Rüdiger Hoffmann
- Bodo Bach
- Ingo Appelt
- Jürgen von der Lippe
- Otto Waalkes

## Jazz Produktion des Jahres
Herbie Hancock – Gershwins World 
- Bill Laswell – The Music of Miles David
- George Benson – Standing Together
- Till Brönner – Love
- Wynton Marsalis – Midnight Blues

## Volksmusik Act des Jahres
Kastelruther Spatzen – Die weiße Braut der Berge
- Hansi Hinterseer – Du bist alles
- Die Klostertaler – Bäng Boom Bäng
- Stefanie Hertel – Es ist gut, dass es Freunde gibt

## Schlager Gruppe des Jahres
Guildo Horn und die orthopädischen Strümpfe – Danke
- Brunner und Brunner – Wegen dir
- Die Flippers – Das Leben ist eine Wundertüte
- Dieter Thomas Kuhn und Band – Wer Liebe sucht

## Schlager Künstlerin des Jahres
Michelle – Nenn es Liebe oder Wahnsinn
- Claudia Jung – Augenblicke
- Marianne Rosenberg – Luna
- Mireille Mathieu – Meine Welt ist die Musik
- Vicky Leandros – Weil mein Herz Dich nie mehr vergißt

## Schlager Künstler des Jahres
Wolfgang Petry – Alles
- Howard Carpendale – Lust auf mehr
- Reinhard Mey – Flaschenpost
- Roger Whittaker – Zurück zur Liebe
- Udo Jürgens – Aber bitte mit Sahne 2

## Dance Single des Jahres national
Loona – Bailando
- DJ Sakin – Protect Your Mind
- Down Low – Once Upon a Time
- Music Instructor – Super Sonic
- Scooter – How Much Is the Fish?
- Young Deenay – Walk On By

## Gruppe des Jahres international
Lighthouse Family – Postcards from Heaven
- Aqua – Aquarium
- Depeche Mode – The Singles 86-98
- Metallica – Garage Inc.
- Simply Red – Blue

## Gruppe des Jahres national
Modern Talking – Back for Good
- Böhse Onkelz – Viva los Tioz
- Die Ärzte – 13
- Guano Apes – Proud Like a God
- Pur – Mächtig viel Theater

## Künstler des Jahres international
Eros Ramazzotti – Eros
- Bryan Adams – Unplugged
- Eric Clapton – Pilgrim
- Joe Cocker – Across from Midnight
- Phil Collins – Hits

## Künstler des Jahres national
Marius Müller-Westernhagen – Radio Maria
- Falco – Out of the Dark (Into the Light)
- Herbert Grönemeyer – Bleibt alles anders
- Peter Maffay – Begegnungen
- Xavier Naidoo – Nicht von dieser Welt

## Künstlerin des Jahres international
Céline Dion – Let’s Talk About Love
- Alanis Morissette – Supposed Former Infatuation Junkie
- Janet Jackson – The Velvet Rope
- Madonna – Ray of Light
- Natalie Imbruglia – Left of the Middle

## Künstlerin des Jahres national
Blümchen – Jasmin
- Doro – Love Me in Black
- Nena – Nur geträumt
- Nicole – Abrakadabra
- Sabrina Setlur – Die neue S-Klasse

## Erfolgreichster nationaler Song des Jahres
Oli.P – Flugzeuge im Bauch
- Die Ärzte – Männer sind Schweine
- Falco – Out of the Dark
- Joachim Witt feat. Peter Heppner – Die Flut
- Modern Talking – You’re My Heart, You’re My Soul

## Lebenswerk
Falco